# Nouvelles Equipes Internationales
Die Nouvelles Equipes Internationales (NEI) war von 1947 bis 1998 ein europäischer Dachverband der christlich-demokratischen und konservativ-bürgerlichen europäischen Vereinigung für eine Europäische Integration. Ab 1965 trug die Organisation den Namen Europäische Union Christlicher Demokraten (EUCD). 1998 fusionierte die Vereinigung mit der 1976 gegründeten Europäischen Volkspartei (EVP).

## Geschichte und Gründung
Unter den bei der Gründung aktiven christdemokratischen Parteien hatten die Schweizer Konservativ-Christsoziale Volkspartei (KCVP), das französische Mouvement républicain populaire (MRP) und die belgische Parti Social Chrétien (PSC)  und Christliche Volkspartei (CVP) schon während des Krieges existiert und verfügten über eine kontinuierliche und voll ausgebildete Organisationsstruktur. Erste Gespräche zur Gründung fanden bereits Ende 1945 statt. Nach Ende des  Krieges knüpften Christdemokraten wie René Courtin, André Siegfried und Konrad Adenauer an ihre transnationale Zusammenarbeit in der Zeit zwischen Weltkriegen an. Aufgrund der Erfahrungen im Zweiten Weltkrieg und dessen Folgen setzte bei vielen, die im Exil gelebt hatten und im Widerstand gekämpft oder das Konzentrationslager überlebt hatten, als christdemokratische Politiker ein verstärktes Nachdenken über das künftige Europa ein. Die gemeinsamen Ziele und die verbindenden Elemente waren als ein Neuanfang und Alternative zu den sozialistischen bzw. liberalen Werten sowie dem als „Schreckgespenst“ empfundenen Kommunismus gedacht.
In der Schweiz fanden seit 1947 informelle Treffen christlich-demokratischer Politiker statt, die aus Frankreich und Deutschland kamen. Die sog. Genfer Sitzungen waren vertraulich.
Die Nouvelles Equipes Internationales (NEI), wurde im Frühjahr 1947 gegründet, als institutionalisierter Parteienbund mit dem Ziel eine „Union (zu) schaffen, die die geeigneten Instrumente hat, um die Christliche Demokratie in Europa und in der Welt zu einer wirklichen politischen Kraft zu machen, die sich positiv auswirkt auf der internationalen Ebene“. Die französischen und belgischen Christdemokraten wollten nicht beitreten und offiziell wurde die NEI erst 1949 zugelassen. Die Gründungsmitglieder waren: Deutschland, Österreich, die Schweiz, Luxemburg, Italien, die Niederlande, einzelne Personen aus Belgien und Frankreich, das Saarland, Exilgruppen aus Bulgarien, Rumänien, Litauen, Ungarn, Polen, der CSSR, Jugoslawien und aus dem Baskenland. Viele Personen der NEI waren auch bei der Gründung der Europäischen Bewegung 1948 anwesend und aktiv tätig.

## Tätigkeiten und Aufgaben
Im Jahr 1948 nahmen erstmals deutsche hochrangige christdemokratische Vertreter wie Konrad Adenauer, Heinrich von Brentano und Jakob Kaiser teil. Bis zur Gründung der Bundesrepublik Deutschland im Jahr 1949 hatten die Treffen einen Charakter von „Quasi-Regierungskontakten“. Die Vereinigung war eine Sammlungsbewegung christlich-demokratischer Politiker. Die deutsche Interessenvertretung war anfangs wegen der Besatzung noch stark eingeschränkt, mittelfristig wollte man aber in der Staatengemeinschaft wieder als gleichberechtigter Partner gelten und nutzte die Organisation für internationale Kontakte. Frankreich konnte dadurch andererseits inoffiziell die Entwicklung von Deutschland beeinflussen und die Eingliederung in die westliche Staatengemeinschaft befördern, und die Genfer Sitzungen waren ein Forum für die Verbesserung der gegenseitigen Beziehungen. Bei den Zielsetzungen spielte die Bekämpfung des Kommunismus eine besondere Rolle und es wurden deshalb auch Exilgruppen aus sowjetisch besetzten Ländern Osteuropas hinzugezogen.
Nachteilig erwies sich, dass der Zusammenschluss relativ locker war, die Beschlüsse unverbindlich und dass die französischen und belgischen Christdemokraten bis in die 60er Jahre nicht beitraten. 
1965 wurde die NEI im Rahmen des fortschreitenden europäischen Einigungsprozesses reformiert und in „Europäische Union Christlicher Demokraten“ (EUCD) (Union européenne des démocrates-chrétiens) umbenannt. Durch die 1976 gegründete Europäische Volkspartei (EVP) verlor die EUCD zunehmend an Bedeutung und 1983 wurden beide Organisationen von einem gemeinsamen Generalsekretär geführt. Die vollständige Fusion der beiden Organisationen fand aus verschiedenen Gründen jedoch erst 1998 statt.